# CSK VMF Moscou
CSK VMF Moscou é um clube de polo aquático da cidade de Moscou, Rússia.

## História
O clube foi fundado em 1924. 

## Títulos
- Liga Russa de Polo aquático
  - 1944-45, 1945-46, 1948-49, 1953-54, 1963-64, 1964-65, 1965-66, 1969-70, 1970-71, 1974-75, 1975-76, 1976-77, 1977-78, 1979-80, 1982-83, 1983-84, 1987-88, 1988-89, 1989-90, 1990-91, 1991-92